# Mohamed Amine Hasnaoui
Pour les articles homonymes, voir Hasnaoui.
Mohamed Amine Hasnaoui, né le 10 décembre 1986, est un karatéka tunisien.

## Carrière
Mohamed Amine Hasnaoui est médaillé de bronze en moins de 70 kg aux championnats d'Afrique 2008 à Cotonou puis médaillé d'or dans la même catégorie aux championnats d'Afrique 2010 au Cap.

## Famille
Il est le frère des karatékas Kaouther et Boutheina Hasnaoui.